# ريد سميث (صحفي)
ريد سميث (بالإنجليزية: Red Smith)‏ هو صحفي أمريكي، ولد في 25 سبتمبر 1905 في غرين باي في الولايات المتحدة، وتوفي في 15 يناير 1982 في ستامفورد في الولايات المتحدة.

## وصلات خارجية
- ريد سميث على موقع الموسوعة البريطانية (الإنجليزية)